# Василиј Леонтијев
Василиј Васиљевич Леонтијев (рус. Василий Васильевич Леонтьев; Санкт Петербург, 5. август 1906 – Њујорк, 5. фебруар 1999), амерички економиста руског порекла.

## Живот и каријера
Школовање је започео на Универзитету у Лењинграду (данас Санкт Петербург) 1921. године, где је његов отац био професор економије. Након студија филозофије, социологије и економије, дипломирао је економију 1925. По завршетку студија радио је у ГОСПЛАН-у (државном органу за планирање у бившем СССР-у). 
Школовање је завршио са одбрањеним докторатом на Универзитету у Берлину 1928. године.  Као запослен на Институту за светску економију на Кијевском универзитету од 1927. до 1930. године радио је на истраживању статистичких деривата кривуља понуде и потражње.
Отишао је у Кину где је годину дана радио као саветник кинеске владе. Прелази затим у Национални биро за научна истраживања у Њујорку 1931. године и на Одељење за економију на Универзитету Харвард 1932. године. 
Професор економије постао је 1946. године; организовао пројекат економских истраживања на Харварду 1948. године и деловао као његов директор до 1973. године. Био је председник Удружења чланова Харварда до 1965. године.

## Објављени радови и чланства
Прве резултате свог рада на инпут-оутпут анализи објавио је у чланку "Структура америчке економије; 1919 - 1929" штампан 1941. године. У другом издању дела из 1951. године анализа је проширена на 1939. годину.
Био је члан Америчког економског удружења; Економетричког удружења; Америчког филозофског друштва; Америчке академије науке и уметности; Међународног статистичког института; Центра за економска истраживања у Јапану; Краљевског статистичког друштва у Лондону; члан Британске академије; Француског института. 
Почасни докторат је стекао на многим универзитетима (Брисел, Јорк, Лувен, Париз). 
Остала важнија дела су: Studies in the Structure of American Economy (Студије о структури америчке економије, 1953), lnput-output Economics (Инпут - оутпут економика, 1966) и The Future of the World Economy (Будућност светске економије, 1977). 

## Награде
Међу наградама добио је Орден Cherubima на Универзитету у Пизи 1953. године, Орден Легије части 1968. године и Бернхард-Хармсову награду за економију 1970. године. 

## Нобелова награда
Добитник је Нобелове награде за изузетан допринос у анализи улазно-излазних података 1973. године.